# Скелетна формула
Скеле́тна фо́рмула (англ. Skeletal formula) — компактне зображення структурної формули хімічної органічної сполуки, запропоноване Кекуле. Скелетні формули органічних сполук є скороченим представленням молекулярної структури, вони широко поширені в органічній хімії, оскільки дозволяють чітко зобразити складні структурні особливості органічних сполук.
Правила складання скелетних формул відрізняються двома особливостями:
- символ C не відображають. Передбачається, що кожен кут зображуваної геометричної фігури містить атом вуглецю.
- символ H (атоми водню, пов'язані з вуглецевими атомами) теж відкидають. Якщо в кутку сходяться менше чотирьох ліній, то це означає, що решта зайняті воднем.

| Назва                           | Структурна формула | Скелетна формула | 3D-модель |
| ------------------------------- | ------------------ | ---------------- | --------- |
| 1-бутен (α-бутилен)             |                    |                  |           |
| цис-β-бутилен (цис-2-бутен)     |                    |                  |           |
| транс-β-бутилен (транс-2-бутен) |                    |                  |           |
| ізобутилен (2-метилпропен)      |                    |                  |           |